# Lijst van Europarlementariërs voor Volt Nederland
Een overzicht van leden van het Europees Parlement voor Volt Nederland.
| Europees Parlementslid | Begindatum   | Einddatum |
| ---------------------- | ------------ | --------- |
| Reinier van Lanschot   | 16 juli 2024 |           |
| Anna Strolenberg       | 16 juli 2024 |           |